# Ronde van Oud-Vossemeer
Le Ronde van Oud-Vossemeer est une course cycliste disputée au mois de mars dans le village d'Oud-Vossemeer, en Zélande. Créée en 1948,, cette compétition ne fait pas partie de l'UCI Europe Tour. Elle accueille toutefois plusieurs cyclistes appartenant à des équipes continentales néerlandaises. 
La course comprend quatre épreuves : une première pour les novices (moins de 17 ans), une autre pour les juniors (moins de 19 ans), une troisième ouverte aux femmes puis un quatrième tronçon pour les élites amateurs et professionnels. Les éditions 2020 et 2021 ne sont pas organisées en raison de la pandémie de Covid-19. 

## Palmarès

### Élites Hommes
| Année     | Vainqueur               | Deuxième                | Troisième               |
| --------- | ----------------------- | ----------------------- | ----------------------- |
| 1948      | Wim van Est             | Rien van de Veeken      | Gerrit Voorting         |
| 1949      | Wout Wagtmans           | Alfons Guns             | Piet Verwijmeren        |
| 1950      | Adri Suykerbuyk         | Adri Braspennincx       | Piet Verwijmeren        |
| 1951      | Adri Suykerbuyk         | Jacques Mangelaars      | Cees Aanraad            |
| 1952      | Henk Kuitwaard          | Rien Verhelst           | Jan Konings             |
| 1953      | Annulé                  |                         |                         |
| 1954      | Toni Bergmans           | Piet de Bruin           | Piet Damen              |
| 1955      | Piet van Est            | Jo de Roo               | Leo van der Pluijm      |
| 1956      | Henk van den Broek      | Adri Braspennincx       | Piet de Bruin           |
| 1957      | Cees van Amsterdam (nl) | Adrie Roks (nl)         | Jacques Vranken         |
| 1958      | Piet van Hees           | Ab van Egmond           | Gerrit van Straten      |
| 1959      | Cees Lute               | Cees van Amsterdam (nl) | Dick Groeneweg (nl)     |
| 1960      | Cees Lute               | Piet van Hees           | Leo Timmermans          |
| 1961      | Jan Pieterse            | Henk Peters             | Kees Verberkt           |
| 1962      | Ko Tolhoek              | Jan Verburg             | Gerard van Lith         |
| 1963      | Nico Lute               | Jaak van der Kloot      | Ted Greuter             |
| 1964      | Rinus van de Klooster   | Daan Holst (nl)         | Piet Cooremans          |
| 1965      | Jan Boode               | Andre van Haaren        | Rini Huybregts          |
| 1966      | Frits Hoogerheide (nl)  | Rini Huybregts          | Cees Rentmeester (nl)   |
| 1967      | René Pijnen             | Piet Kettenis           | Bert Broere             |
| 1968      | Cees van Dorst          | Leen Poortvliet (nl)    | Adri Wouters (nl)       |
| 1969      | Evert Diepenveen        | Joop Zoetemelk          | Rudie Liebrechts (nl)   |
| 1970      | Cees Koeken             | Gerrit de Wit           | Bart Solaro (de)        |
| 1971      | Wim de Waal             | Piet van Katwijk        | Sjef van de Burgh       |
| 1972      | Wim de Waal             | Peter van den Donk      | Cees Priem              |
| 1973      | Mathieu Dohmen (nl)     | Jan Aling (nl)          | Roy Schuiten            |
| 1974      | Toine van de Bunder     | Cees van Dongen         | Jan Raas                |
| 1975      | Mathieu Dohmen (nl)     | Wim Lugtenburg          | Ad Tak (nl)             |
| 1976      | Cees Spaans             | Gerrie van Gerwen (nl)  | Thijs Fase              |
| 1977      | Jos Lammertink          | Ad Tak (nl)             | Piet Franken            |
| 1978 (1)  | Cees de Brouwer         | Peter Koppert           | Willie de Laat          |
| 1978 (2)  | Ad Tak (nl)             | Wim de Waal             | Adrie van der Poel      |
| 1979      | Peter Gödde             | Arie Versluis           | René van de Broek       |
| 1980      | Wim de Waal             | Toon van der Steen      | Adrie van der Poel      |
| 1981      | Thijs Fase              | Gerrit van 't Geloof    | René Boeren             |
| 1982      | Henk van Weers          | Johan Lammerts          | Nap Hage                |
| 1983      | Toon van der Steen      | Cornelis Heeren         | John Pirard             |
| 1984      | Peter Hofland           | Edwin Rovers            | Martin Iriks            |
| 1985      | Jacques van der Poel    | Kees de Nooijer         | Karel Van Goethem       |
| 1986      | Henny Rovers            | Rob Sienders            | Eddy van Dongen         |
| 1987      | Peter Heeren            | Johan Melsen            | Raymond Meijs           |
| 1988      | Kees Hopmans (nl)       | John de Crom            | Patrick Coone           |
| 1989      | Anton Tak (nl)          | Tonnie Akkermans        | Theo Akkermans (nl)     |
| 1990      | Niels van Elzakker      | Rinus Ansems            | Antoine Bok             |
| 1991      | François Franse         | John de Crom            | Peter Prijs             |
| 1992      | Eric de Crom            | Peter Heeren            | Rik Reinerink           |
| 1993      | Wilfried Bastiaanse     | Twan Schalk             | Werner Boekhout         |
| 1994      | Wilfried Bastiaanse     | Peep Mikli              | Willem-Jan Lambregts    |
| 1995      | Wilfried Bastiaanse     | Twan Schalk             | Henk van Hees           |
| 1996      | Eddy Schurer            | Peter Heeren            | Theo Akkermans (nl)     |
| 1997      | Jan van Velzen (nl)     | Ton van der Stap        | Maikel den Ouden        |
| 1998      | Ruud Havermans          | François Franse         | Remco Boonstoppel       |
| 1999      | Henk van Hees           | Perry Bothof            | Peter Duinveld          |
| 2000      | John Leijs              | Pascal Hermes           | François Franse         |
| 2001      | Richard Slabbekoorn     | Ronald van der Tang     | Chris Mulders           |
| 2002      | Ruud Zijlmans           | Heerco Gorter           | Wilfried Bastiaanse     |
| 2003      | Tom Cordes              | Fulco van Gulik (nl)    | Wilfried Bastiaanse     |
| 2004      | Mike Allloo             | Odwin Bink              | Jean-Pierre Verstraeten |
| 2005      | Wilfried Bastiaanse     | Odwin Bink              | John Sulkers            |
| 2006      | Marco Brus              | John Leijs              | Werner van Zimmeren     |
| 2007      | Gerhard Klijnhout       | Thijs Braber            | Marcel Alma             |
| 2008      | Sander Lormans          | Rudy Vriend             | Koos Jeroen Kers        |
| 2009      | Coen Otterspeer         | Arno Hartog             | Wouter de Groot         |
| 2010      | Jan Bos                 | Marc de Maar            | Johnny van de Klooster  |
| 2011      | Gerwin de Regt          | Davy Jaspers            | Koos Jeroen Kers        |
| 2012      | Jesper Asselman         | Koos Jeroen Kers        | Rudy Vriend             |
| 2013      | Ronald Roos             | Tom Vermeer             | Lars van de Vall        |
| 2014      | Merijn Korevaar         | Twan Castelijns         | Patrick Bos (nl)        |
| 2015      | Tom Vermeer             | Johan Berk              | Tom Goovaerts           |
| 2016      | Lieven Anthonise        | Koen van de Klundert    | Robin Wennekes          |
| 2017      | Thijs de Lange          | Koen van de Klundert    | Arno Kleinjan           |
| 2018      | Annulé                  |                         |                         |
| 2019      | Tim van Dijke           | Arno Kleinjan           | Stefan Laurijssen       |
| 2020-2021 | Pas organisé            |                         |                         |
| 2022      | Rico van Damme          | Witten Anthonise        | Eelke Nikkels           |
| 2023      | Tim Bierkens            | Klaas Meekma            | Bram Dissel             |
| 2024      | Roy Hoogendoorn         | Klaas Meekma            | Casper van der Woude    |
| 2025      | Rico van Damme          | Axel Källberg           | Hjalmar Klyver          |